# جریان آنتیل

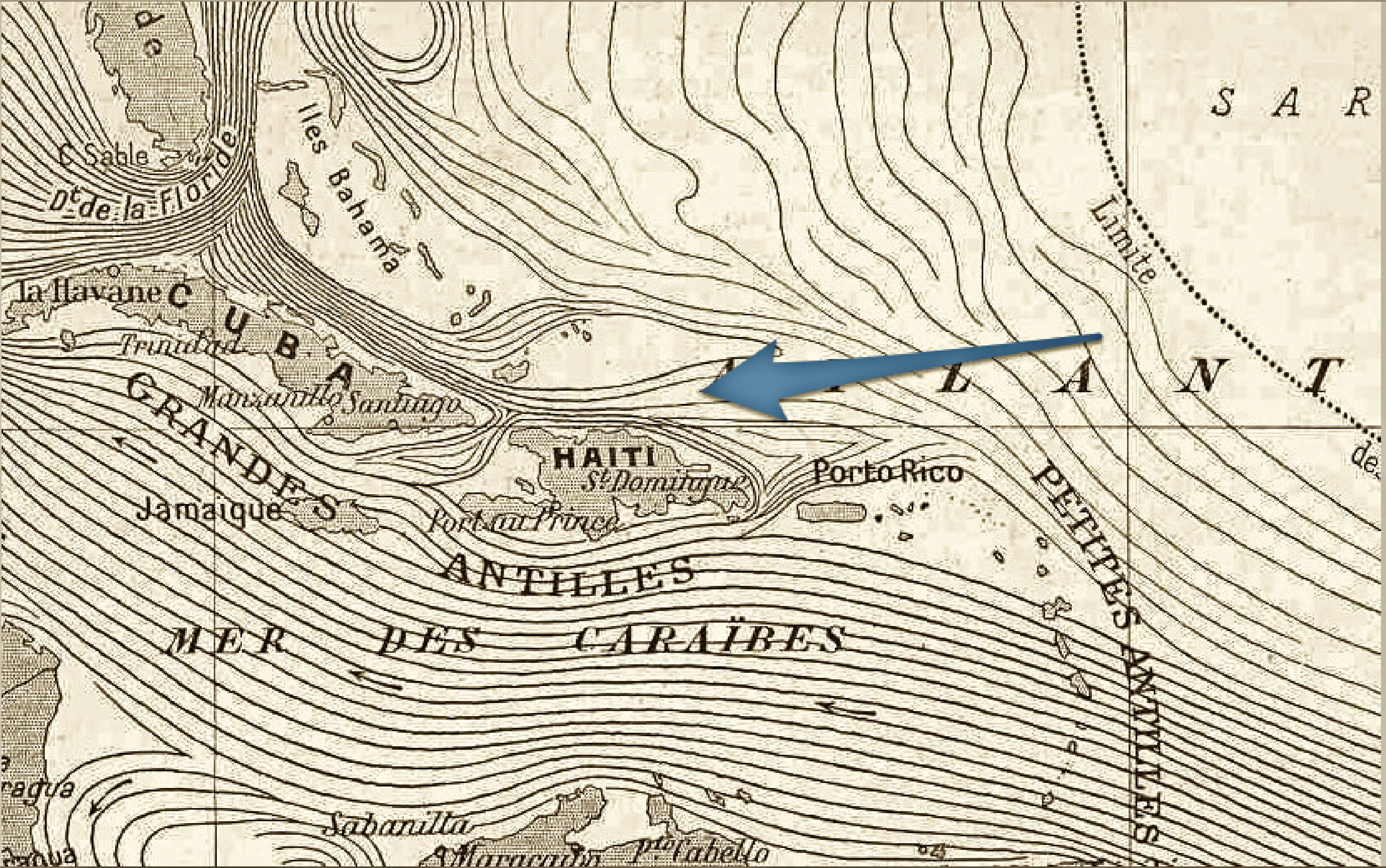
جریان آنتیل یکی از بازوهای چرخاب اطلس شمالی است.

جریان آنتیل (انگلیسی: Antilles Current) یک جریان اقیانوسی سطحی گرم و متغیر است که به سمت شمال غربی جریان داشته و از رشته‌جزیره‌هایی می‌گذرد که دریای کارائیب را از اقیانوس اطلس جدا می‌کنند. جریان آنتیل نتیجه جریان استوایی شمالی است. این جریان کامل‌کننده چرخاب اطلس شمالی است که در جهت ساعت‌گرد در اقیانوس اطلس گردش می‌کند. جریان آنتیل در شمال پورتوریکو، هیسپانیولا و کوبا و جنوب باهاما گردش می‌کند و در تقاطع تنگه فلوریدا به جریان گلف استریم می‌پیوندد.